# Woiwodschaft Kalisz (1314–1793)

Die Woiwodschaft Kalisz (rot) im Königreich Polen-Litauen

Die Woiwodschaft Kalisz (polnisch Województwo Kaliskiej) war eine Verwaltungseinheit in der großpolnischen Provinz als Teil des Königreiches Polen beziehungsweise Polen-Litauens. Sie bestand vom Jahr 1314 bis 1793. Sitz des Woiwoden war die Stadt Kalisz. 
Die Sejm-Abgeordneten trafen sich regelmäßig in Środa Wielkopolska zu einem Generalsejmik. Im späten 16. Jahrhundert hatte sie eine Fläche von 16.523 km². Die Woiwodschaft gehörte zur Provinz Großpolen. Ihr Gebiet macht heute den östlichen Teil des Territoriums der Woiwodschaft Großpolen. Die Woiwodschaft entsandte acht Senatoren in den polnisch-litauischen Senat: den Erzbischof von Gnesen, Woiwoden von Kalisz, den Kastellanen von Kalisz und den Kastellanen von Gnesen sowie vier weitere Kastellanen. Der Sejmik entsandte 12 Abgeordnete ins polnisch-litauische Abgeordnetenhaus und vier Tribunalrichter. Die Woiwodschaft wurde in sechs Kreise getrennt. Im Zuge der zweiten polnischen Teilung 1793 ging das Gebiet mit um 314.800 Einwohnern zum größten Teil zur Provinz Südpreußen.